# Radoslaw Matusiak
Radoslaw Matusiak, né le 1er janvier 1982 à Łódź, est un footballeur polonais.

## Carrière

### En club
Joueur prometteur alors qu'il est en Pologne, Radoslaw Matusiak débarque à l'US Palerme en janvier 2007. Pour un montant de 2 millions d'euros, le Polonais signe un contrat de 3 ans et demi en Italie. Après quelques matches en tant que remplaçant, Matusiak débute pour la première fois dans le onze de départ le 13 mai 2008, lors d'une rencontre face à Ascoli Calcio 1898, et inscrit également son premier but avec les Rosanero.
Mais ne jouant pas assez, le Polonais rejoint après seulement six mois passés en Italie le club hollandais SC Heerenveen. Soumis à la grosse concurrence du brésilien Afonso Alves qui a fini par ailleurs meilleur buteur du championnat la saison précédente avec 34 réalisations, Matusiak n'est toujours pas titulaire.
Pisté par son ancien club, le GKS Bełchatów, il choisit finalement à l'hiver 2008 de signer au Wisła Cracovie, largement en tête du championnat de Pologne. Toujours barré sur le terrain, il ne dispute que très peu de matches, en toujours en étant sur le banc en début de partie.
Le 29 août 2008, alors qu'il n'a plus sa place en club et en équipe nationale, Radoslaw Matusiak annonce la fin de sa carrière.

### En sélection
- Membre de l'équipe nationale de Pologne du Championnat d'Europe U16 de 1999
- International polonais (15 sélections, 7 buts)

### Palmarès
- Championnat de Pologne :
  - Vainqueur : 2008